# Bonaventura Prats i Martí
Buenaventura Prats i Martí (Tarragona, 11 de març de 1749 - Manresa, 1825) fou un jesuïta català.
Va aprendre el llatí i el grec sota la direcció de Bartomeu Pou i Puigserver, i destacà en el coneixement d'aquestes llengües, competint en perícia amb el seu mestre. Va cursar després a Itàlia filosofia i teologia. Divulgada la fama de la seva erudició, el convidaren algunes universitats, i van oferir grans premis perquè anés a ensenyar en elles: però ambiciós només de saber, menyspreà totes les proposicions que se li van fer i va passar la seva vida a Roma, on corregia o il·lustrava abans de donar-se a la premsa, fins a l'any 1799 en què es va permetre als jesuïtes tornar a Espanya. En aquell any conegué a Torres i Amat amb qui mantingué correspondència.
A mitjans de maig de 1801 fou expatriat altre cop, i es va establir a Roma o Albano, on Amat, oncle de Torres i Amat, sent confessor de Carles IV d'Espanya li va enviar socors. El juny de 1801 arribà a Civitavecchia, amb altres 140 germans seus, i altres 113 que se'ls van ajuntar d'una altra nau a l'altura de Còrsega, quan a Foligno prop de Roma, hi havia acampat l'exèrcit francès.
Va arribar per segon cop a Espanya el 1815 amb el pare Masdeu i altres, i va viure a Barcelona fins que el 1816 va ser destinat al col·legi de València per a la càtedra d'humanitats. Allà es van imprimir els dos discursos d'obertura d'estudis titulades «Oratio de humaniorum studiorum praestantia habita ad Senatum et academiam Valentinam XV. kal. novemb. anni MDCCCXVI edita ex decreto, et impensa ejusdem perillustris Valentini senatus. (Ex offic. Monfort)» i «Oratio de lectione et imitatione veterum classicorum habita... XV kal. nov. MDCCCXIX». Les dues contenen anotacions.
Desfeta altre cop la Companyia el 1820 es va retirar de Barcelona, Torres i Amat intercedí perquè l'acollís la Marquesa de Moja, on restà cuidat fins que el 1823. Anul·lada pel rei la Constitució de Cadis i tot el fet en el temps d'ella, es va restablir de nou la Companyia de Jesús en els seves cases i col·legis, i Prats va ser destinat a rector del col·legi i noviciat de Manresa on hi passà els seus últims anys.
El CRAI Biblioteca de Fons Antic de la Universitat de Barcelona conserva una obra que va formar part de la biblioteca personal de Prats, així com alguns exemples de les marques de propietat que van identificar els seus llibres al llarg de la seva vida.

## Obres
Publicà molts dictàmens i diversos articles literaris en diaris literaris de Florència, Mòdena, Madrid i Pisa bé sota l'anonimat o sola la lletra P. i algun cop amb la paraula Prats. Va publicar també moltes altres obres menors en grec, en llatí, en espanyol, i en italià, així en vers com en prosa però callant el seu nom, o prenent el de Philomolpi o Philibes.
Obres impreses
- «Ode graeca», en elogi del cardenal Romoaldo Braschi-Onesti. És a l'obra intitulada «Componimenti poetici al cardin. Romualdo Braschi, etc.» (Ferrara hereus de Giuseppe Rinaldi, 1787).
- Oració que en el dia de Sant Francesc de Borja IV duc de Gandia i III general de la companyia de Jesús, va dir a la ciutat de Gandia, el dia 10 d'octubre de 1817, el Bonaventura Prats, catedràtic de retòrica al col·legi de Sant Pau de València (impresa a València per Monfort, 1817).
- «Panegírico de S. Felipe Neri que en la iglesia de su congregación de Valencia dijo, etc. el 28 de mayo de 1819» (València, Monfort)

Obres manuscrites
- «Conjecturae de poesi et música veterum» dividida en tres parts. en la primera s'aclareixen les dites dels antics. A la segona es proposen les conjectures l'autor il·lustrades amb moltes dissertacions. A la tercera s'impugnen les opinions d'Isaac Voss, Buretto, Arnaudo, Bentleo i altres.
- «Rhytmica antiquorum graecorum illustrata»; amb dues dissertacions de mètrica i ritme.
- «Plutarcus de música», traduït del grec i il·lustrat amb notes i dissertacions juntament amb el Llucià, i la Secció XVII dels problemes d'Aristòtil.
- «Observationum in veteres Classicos» En aquestes observacions il·lustren Plató, Plutarc, Llucià, Ciceró, Quintilià, Teodoret, Tacià, Climent d'Alexandria, Dionisi d'Halicarnàs, Diògenes Laerci, Foci, Plini i entre d'altres.
- «Terentianous Maurus emendatus et illustratus»
- «Dissertatio de vita Therapeutarum secundum Philobem. - Procli chrestomathia ex Photio versa, ex illustrata»
- «Jonis Chii, et dithyrambicorum fragmenta collecta et illustrata»

Tots aquests manuscrits havia promès a l'autor que els publicaria el conegut impressor Bodonio, però la revolució francesa ho va desbaratar tot.
- «Inscriptio Rosettensis graeca latine reddita, notis illustrata et quatuor commentariolis exornata»,